# Pantherian
Pantherian in Kings Dominion (Doswell, Virginia, USA) ist eine Stahlachterbahn vom Modell Giga Coaster des Herstellers Intamin, die am 2. April 2010 als Intimidator 305 eröffnet wurde. Die Anlage ist nach dem legendären NASCAR-Rennfahrer Dale Earnhardt Sr. († 2001) thematisiert, der in seiner Rennfahrerlaufbahn „The Intimidator“ (Der Einschüchterer) genannt wurde. Im Jahr 2024 fuhr die Bahn unter dem Namen Project 305. Im Oktober 2024 wurde vom Park verkündet, dass die Bahn ab 2025 unter dem Namen Pantherian fahren wird.

## Fahrt

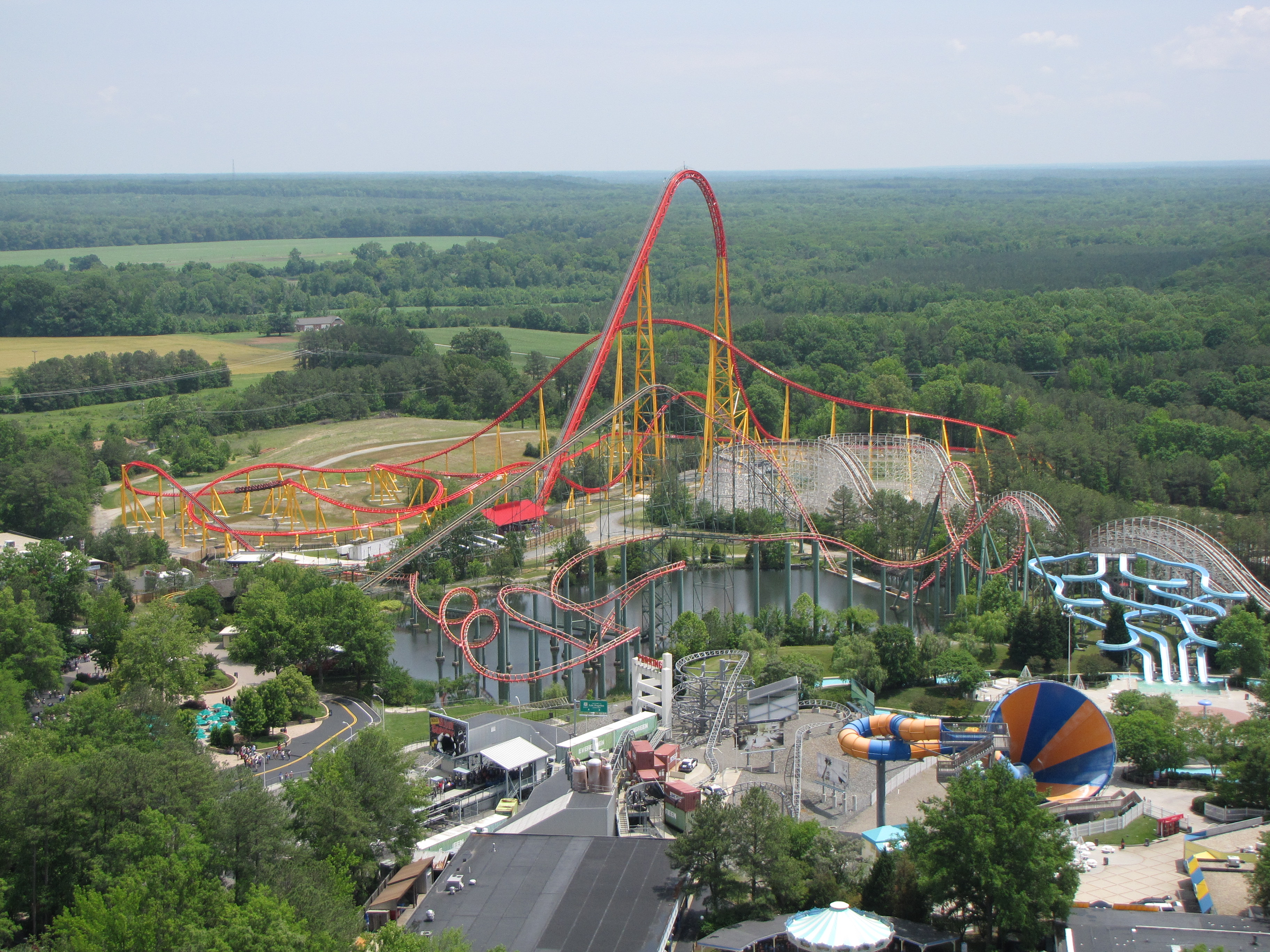
Pantherian (ursprüngliche Lackierung)

Mit einer Höhe von 93 m und einer Höchstgeschwindigkeit von 144,8 km/h ist sie die höchste und schnellste Achterbahn des Parks. Ebenso ist sie nach Millennium Force und Steel Dragon 2000 die dritte Achterbahn ohne Abschuss weltweit, die eine Höhe von 300 Fuß (91 m) überschreitet. Sie wird als achthöchste Achterbahn der Welt gehandelt und ist auch die fünfthöchste der Achterbahnen der Welt mit klassischen Lifthills.
Nach der Eröffnung der Bahn wurden im Mai 2010 auf der ersten Abfahrt Reduzierbremsen installiert, welche die Höchstgeschwindigkeit der Züge am Ende der Abfahrt reduzieren sollen, da einige Fahrgäste Blackouts erlitten. Hingegen wurden die Reduzierbremsen, welche sich auf der restlichen Strecke befinden entfernt. Zur Winterpause 2011 wurde die 270°-Kurve nach den Drop angehoben, um die positiven Beschleunigungen zu reduzieren. Die Reduzierbremsen in der ersten Abfahrt wurden wieder vollständig entfernt.
Das Layout orientiert sich bodennah und ist ausgestattet mit fünf Airtime-Hügeln, drei High-Speed-Kurven und bietet schnelle Richtungswechsel.

## Züge

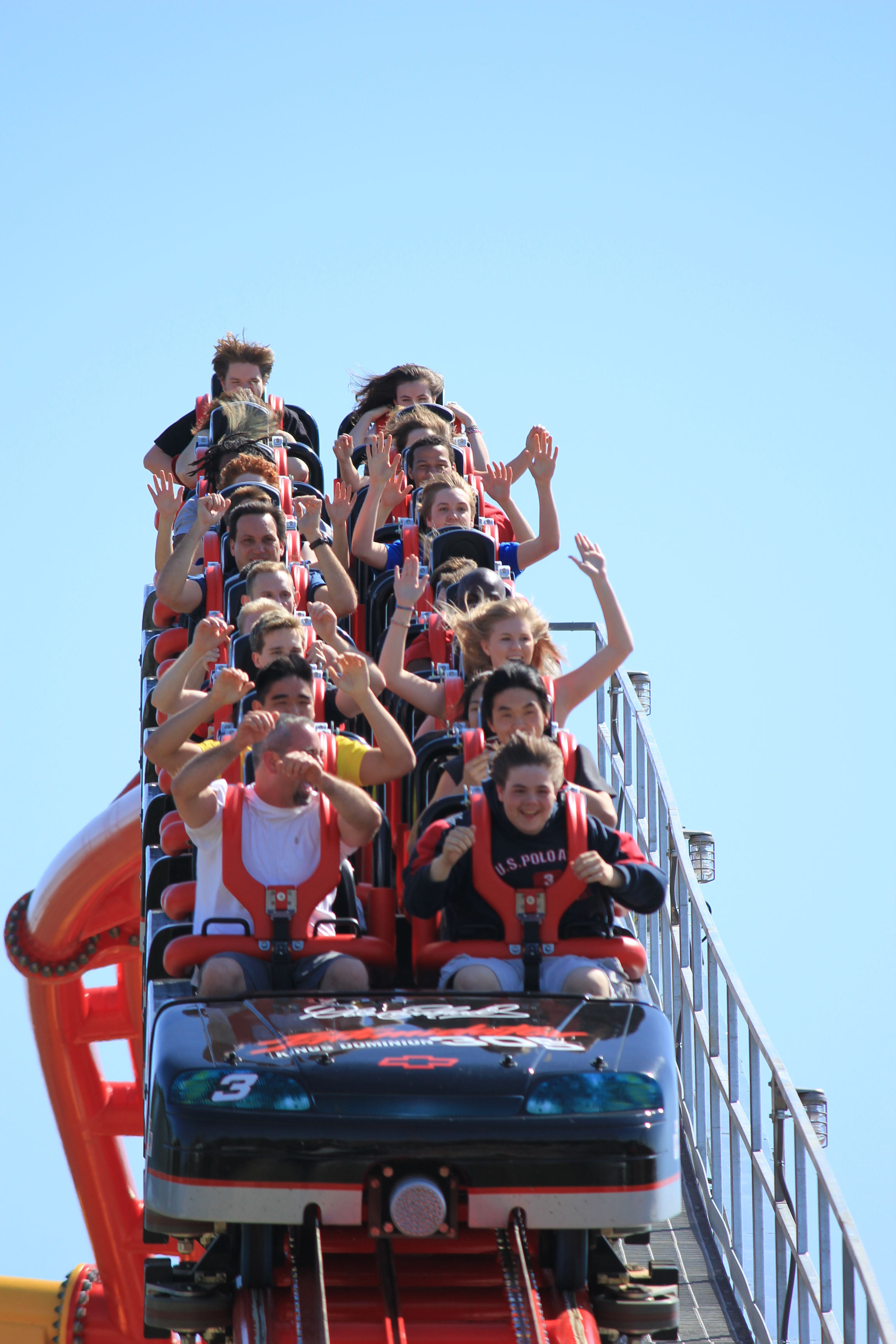
Ein Zug in der Bremse

Pantherian besitzt zwei Züge mit jeweils acht Wagen. In jedem Wagen können vier Personen (zwei Reihen à zwei Personen) Platz nehmen. Als Rückhaltesystem kommen Schulterbügel mit weichen Softstraps zum Einsatz.